# Marcel Loubens
Marcel Loubens (Mazères-sur-Salat, 1923. június 30. – Pierre-Saint-Martin barlang, 1952. augusztus 14.) francia szpeleológus. Barlangkutatás közben beleesett egy mély üregbe, és szörnyethalt.

## Élete
Loubens fiatalon, már 13 éves korától szeretett volna – Norbert Casteret mellett – barlangkutatásokban részt venni. A kívánság valóra váltása 1940-től vált lehetségessé, amikor a hatalmas Arbas hegy rejtelmeinek feltárásába kezdhettek együtt. A Pireneusok barlangjait kutatva több nevezetes franciaországi feltárásban is részt vettek. 1941 és 1947 között, a Femme Morte-barlang kutatásakor, 230 m mélységben megsérült. Sérülése és a veszélyek sem tántorították el, és 1947. augusztus 3-án, 446 m mélységben elérte a barlang fenekét. Ezen mélység elérése Franciaország legmélyebb, függőleges aknabarlangjának meghódítását jelentette.
Életét azonban fiatalon kettétörte a Pierre-Saint-Martin barlangban, 1952. augusztus 14-én történt balesete. A barlang bejárati aknarendszerében drótkötél és elektromos csörlő segítségével mozogtak a kutatók. A barlangból felfelé jövet, a drótkötelet testhevederjéhez rögzítő saru csavarja meglazult, és Loubens tehetetlenül visszazuhant az üregbe. Tízméteres zuhanás és harmincméteres gurulás, kőről kőre való ütődés után Loubens még harminchat órát élt mielőtt szervezete feladta a küzdelmet. Kutatótársai segítségére siettek, de már nem tudták őt megmenteni.

## Emlékezete
Halálos barlangbalesetének időpontját nyilvánították a barlangászok világnapjának. Egy kis pireneusi faluban, Arette-ben utcát neveztek el róla. Norbert Casteret és Haroun Tazieff könyveikben egyaránt beszámolnak a Pierre-Saint-Martin barlangban bekövetkezett balesetről és előzményeiről.
A Miskolcon működő Marcel Loubens Barlangkutató Egyesület Marcel Loubens tiszteletére vette fel nevét. A Solymári-ördöglyukban, a Marcel Loubens-teremben, 1966. február 20-án, a Budapesti Vörös Meteor Barlangkutató Csoport tagjai emléktáblát helyeztek el emlékére. A táblából mára egy darab hiányzik.